# الکساندر پروکوپنکو
الکساندر پروکوپنکو (روسی: Александр Тимофеевич Прокопенко؛ ۱۶ نوامبر ۱۹۵۳ – ۲۹ مارس ۱۹۸۹) بازیکن فوتبال اهل اتحاد جماهیر شوروی سوسیالیستی بود.
از باشگاه‌هایی که در آن بازی کرده‌است می‌توان به باشگاه فوتبال نفتچی باکو، تیم فوتبال المپیک اتحاد جماهیر شوروی، و باشگاه فوتبال دینامو مینسک اشاره کرد.
وی همچنین در تیم‌های ملی فوتبال شوروی و تیم فوتبال المپیک اتحاد جماهیر شوروی بازی کرده‌است.